# Lepidiota ingrata
Lepidiota ingrata är en skalbaggsart som beskrevs av Heller 1914. Lepidiota ingrata ingår i släktet Lepidiota och familjen Melolonthidae. Inga underarter finns listade i Catalogue of Life.